# 库兹河畔圣西尔格
库兹河畔圣西尔格（法語：Saint-Cirgues-sur-Couze，法語發音：[sɛ̃ siʁɡ syʁ kuz]）是法国多姆山省的一个市镇，位于该省南部，属于伊苏瓦尔区。

## 地理
库兹河畔圣西尔格（45°33'0"N, 3°8'35"E）面积1.54 平方千米，位于法国奥弗涅-罗讷-阿尔卑斯大区多姆山省，该省份为法国中南部省份，北起阿列省接壤，东临卢瓦尔省，南至上盧瓦爾省和康塔爾省，西接科雷兹省和克勒兹省。
与库兹河畔圣西尔格接壤的市镇（或旧市镇、城区）包括：希德拉克、梅约、圣樊尚、图尔泽勒-龙济耶尔。

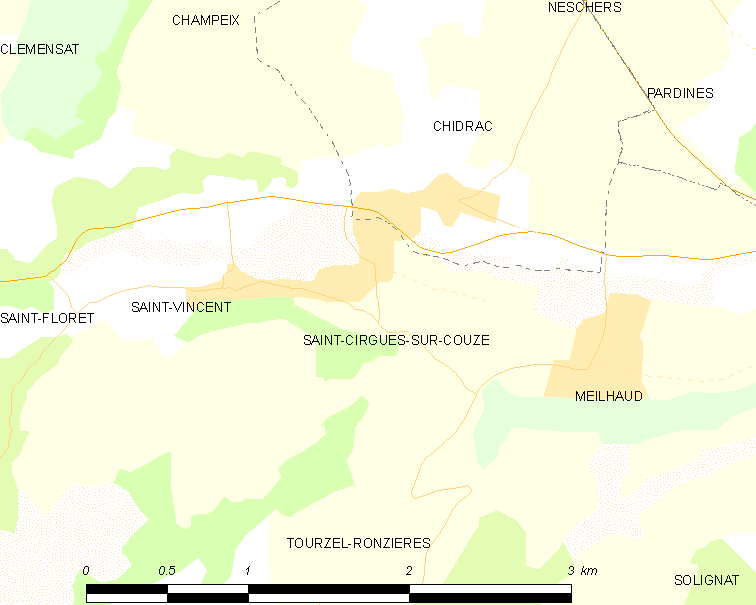
库兹河畔圣西尔格的OSM定位图

库兹河畔圣西尔格的时区为UTC+01:00、UTC+02:00（夏令时）。

## 行政
库兹河畔圣西尔格的邮政编码为63320，INSEE市镇编码为63330。

## 政治
库兹河畔圣西尔格所属的省级选区为勒桑西县。

## 人口

1962-2008年间库兹河畔圣西尔格人口变化图示

库兹河畔圣西尔格于2022年1月1日时的人口数量为348人。